# Dlouhá Lhota (district de Tábor)
Pour les articles homonymes, voir Dlouhá Lhota.
Dlouhá Lhota (en allemand : Lang Lhota) est une commune du district de Tábor, dans la région de Bohême-du-Sud, en République tchèque. Sa population s'élevait à 161 habitants en 2020.

## Géographie
Dlouhá Lhota se trouve à 11 km au sud-est de Tábor, à 48 km au nord-est de České Budějovice et à 85 km au sud-sud-est de Prague.
La commune est limitée par Radenín au nord, par Krtov à l'est, par Skopytce au sud et par Košice et Turovec à l'ouest.

## Histoire
La première mention écrite du village date de 1369.